# Shekaftīk-e Soflá
Shekaftīk-e Soflá (persiska: شِگَفتيكِ سُفلَى, شکفتیک سفلی, Shegaftīk-e Soflá, چَمان) är en ort i Iran.   Den ligger i provinsen Västazarbaijan, i den nordvästra delen av landet, 600 km väster om huvudstaden Teheran. Shekaftīk-e Soflá ligger 1 747 meter över havet och antalet invånare är 231.
Terrängen runt Shekaftīk-e Soflá är lite bergig. Runt Shekaftīk-e Soflá är det ganska tätbefolkat, med 185 invånare per kvadratkilometer. Närmaste större samhälle är Jalqarān, 12,1 km nordväst om Shekaftīk-e Soflá. Trakten runt Shekaftīk-e Soflá består i huvudsak av gräsmarker.